# ハーフ・ロック
ハーフ・ロックとは、ウイスキーの飲み方の一つで、オン・ザ・ロックの一種である。おもにサントリーが推奨しているスタイルである。

## 概要
グラスに大型のロックアイスを入れ、ウイスキーを注いだ後に同量のミネラルウォーター、または（無糖の）炭酸水やジンジャーエールなどを入れて作る。香りや味がきつくなく、飲みやすいとされている。
ウイスキーに氷だけを入れて飲むオン・ザ・ロックと、ウイスキーに氷と水を入れて飲む水割りの中間のような飲み方。または、ウイスキーに同量の水を入れて飲むトワイス・アップと、水割りの中間のような飲み方である。